# Anacroneuria tupi
Anacroneuria tupi är en bäcksländeart som beskrevs av Bispo och Froehlich 2004. Anacroneuria tupi ingår i släktet Anacroneuria och familjen jättebäcksländor. Inga underarter finns listade i Catalogue of Life.